# Alenia Aermacchi M-345
Die Alenia Aermacchi M-345 ist ein Anfängerschulflugzeug mit Mantelstromtriebwerk, das vom Luft- und Raumfahrt- sowie Rüstungskonzern Leonardo gebaut wird.
Ursprünglich von SIAI-Marchetti entwickelt, trug es lange Zeit die Bezeichnung S.211. 1997 wurde das Unternehmen von Aermacchi übernommen und Letzteres 2006 von Alenia, weswegen das Modell vorübergehend die Bezeichnung Alenia Aermacchi M-211 trug, nach einer Überarbeitung dann M-311. Die Umbenennung in M-345 HET (High Efficiency Trainer) erfolgte im Jahr 2012. Mit der neuen Bezeichnung hofft Leonardo, den kostengünstigen Anfängertrainer zusammen mit dem Fortgeschrittenentrainer und Mehrzweckkampfflugzeug Alenia Aermacchi M-346 besser vermarkten zu können.

## Geschichte

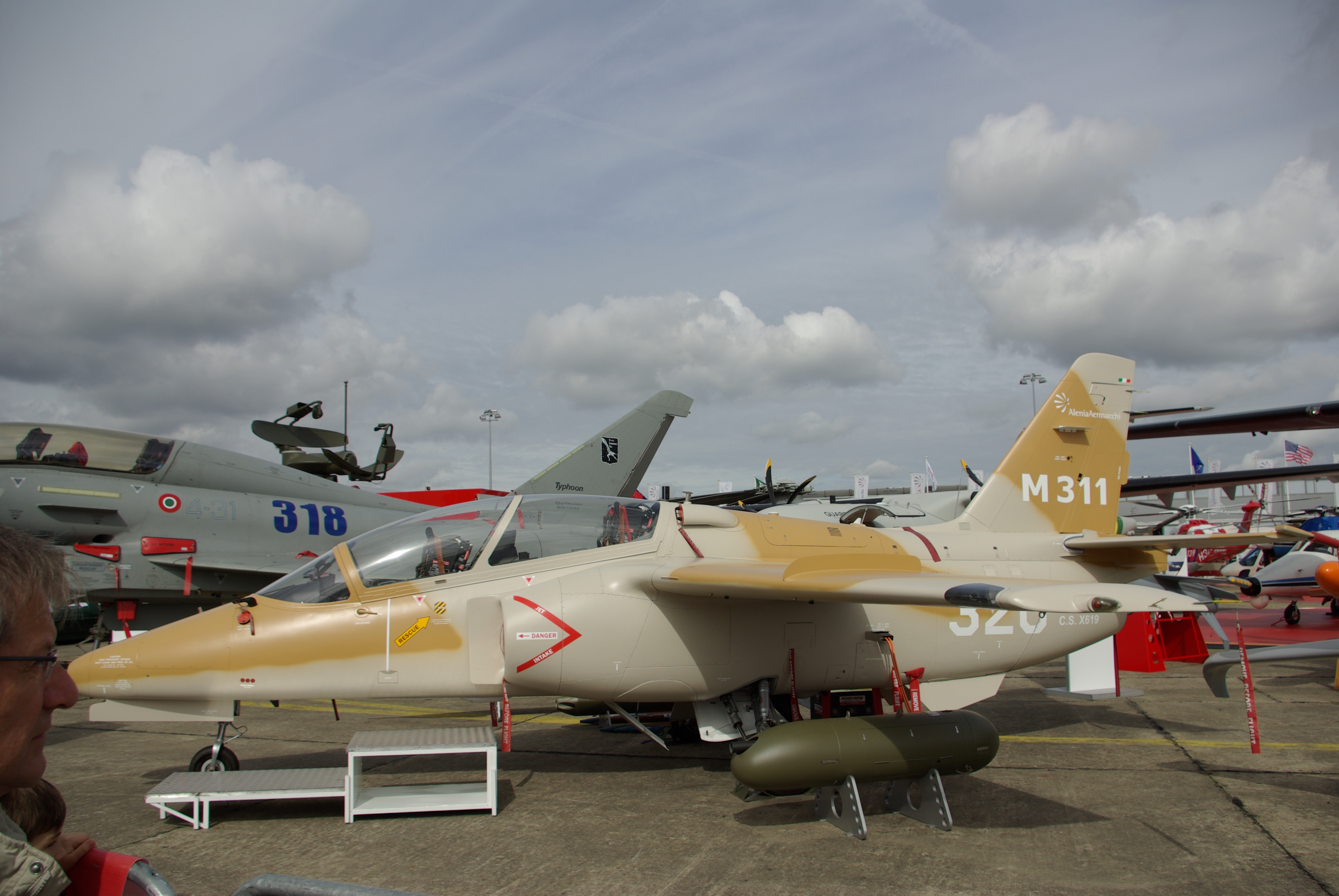
M-311

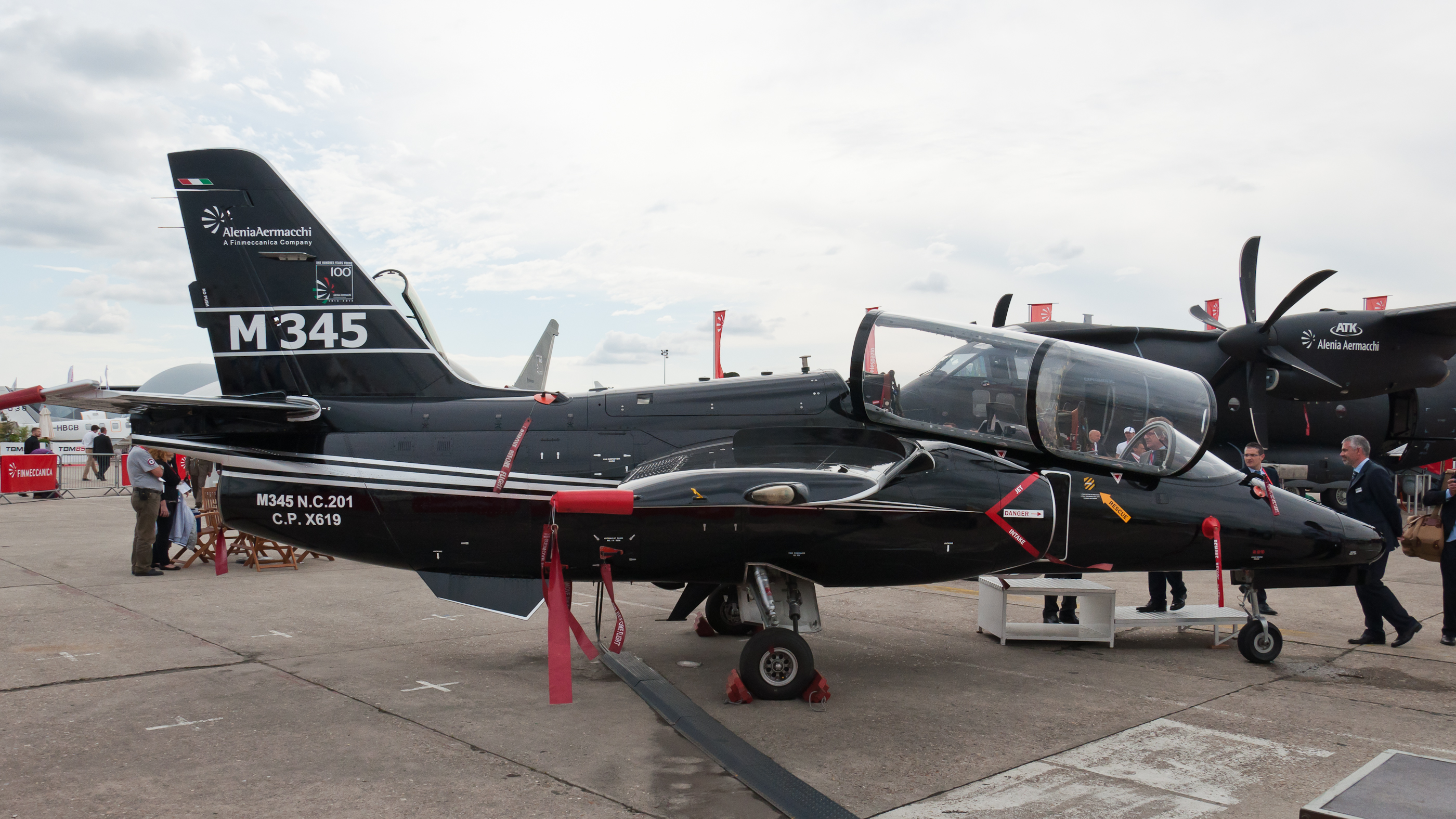
Derzeitige Version M-345 auf der Paris Air Show 2013

Bei diesem Projekt handelte es sich um eine 1976 gestartete Privatinitiative der Firma SIAI-Marchetti. Aufträge von der italienischen Luftwaffe waren nicht zu erwarten, da diese ihre Aermacchi MB-326 durch die überarbeitete MB-339 ersetzen wollte. Die preiswerte und wenig wartungsaufwändige S-211 war ausschließlich für den Export vorgesehen. Der Prototyp der S-211 startete am 10. April 1981 vom Flughafen Mailand-Malpensa aus zu seinem Jungfernflug. Die Auslieferung begann im November 1984 und dauerte bis Juli 1985. Insgesamt wurden knapp 60 Maschinen bestellt: Singapur erhielt 30 Maschinen, von denen 24 vor Ort montiert wurden, die Philippinen erwarben 19 Flugzeuge, von denen 15 eine örtliche Firma zusammenbaute. Haiti konnte seine vier bestellten Flugzeuge nicht bezahlen. Sie gingen zusammen mit einigen anderen an private Betreiber.
Die Maschine wird von Aermacchi in der überarbeiteten Version M-345HET (High Efficiency Trainer) weiterhin angeboten, die etwas unterhalb der Aermacchi MB-339 und des Nachfolgemodells Aermacchi M-346 angesiedelt ist.

## Militärische Nutzer
Die Luftstreitkräfte nachstehender Staaten stellten die S-211/M-345 in Dienst:
 Italien
Aeronautica Militare (AMI): 18 T-345A (Bezeichnung der AMI für die M-345HET, Auslieferung seit 2020, Indienststellung 2025)
 Philippinen
Hukbóng Himpapawid ng Pilipinas (Luftstreitkräfte): 19 S-211
 Singapur
Republic of Singapore Air Force: 30 S-211

## Technische Daten

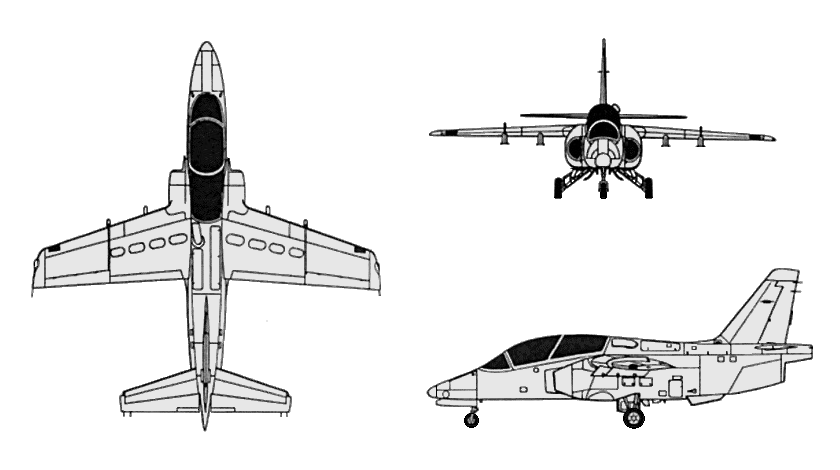
SIAI-Marchetti S-211

| Kenngröße                        | SIAI-Marchetti S-211            | Alenia Aermacchi M-345   |
| -------------------------------- | ------------------------------- | ------------------------ |
| Besatzung                        | Flugschüler + Fluglehrer        | Flugschüler + Fluglehrer |
| Länge                            | 9,31 m                          | 9,85 m                   |
| Spannweite                       | 8,43 m                          | 8,47 m                   |
| Höhe                             | 3,80 m                          | 3,74 m                   |
| Dienstgipfelhöhe                 | 12.190 m                        | 12.190 m                 |
| max. Flugdauer ohne Reserven     | 4 h                             |                          |
| Reichweite mit 2 Zusatztanks     |                                 | 1100 nm                  |
| Rüstmasse                        | 1650 kg                         |                          |
| max. Startmasse ohne ext. Ladung | 2500 kg                         | 3300 kg                  |
| max. externe Ladung              |                                 | 1400 kg                  |
| Höchstgeschwindigkeit            | 665 km/h in 7620 m Höhe         | 980 km/h                 |
| Triebwerke                       | Pratt & Whitney Canada JT15D-4C | Williams FJ44-4M-34      |
| Triebwerksleistung               | 1134 kp                         | 1600 kp                  |

## Bildergalerie

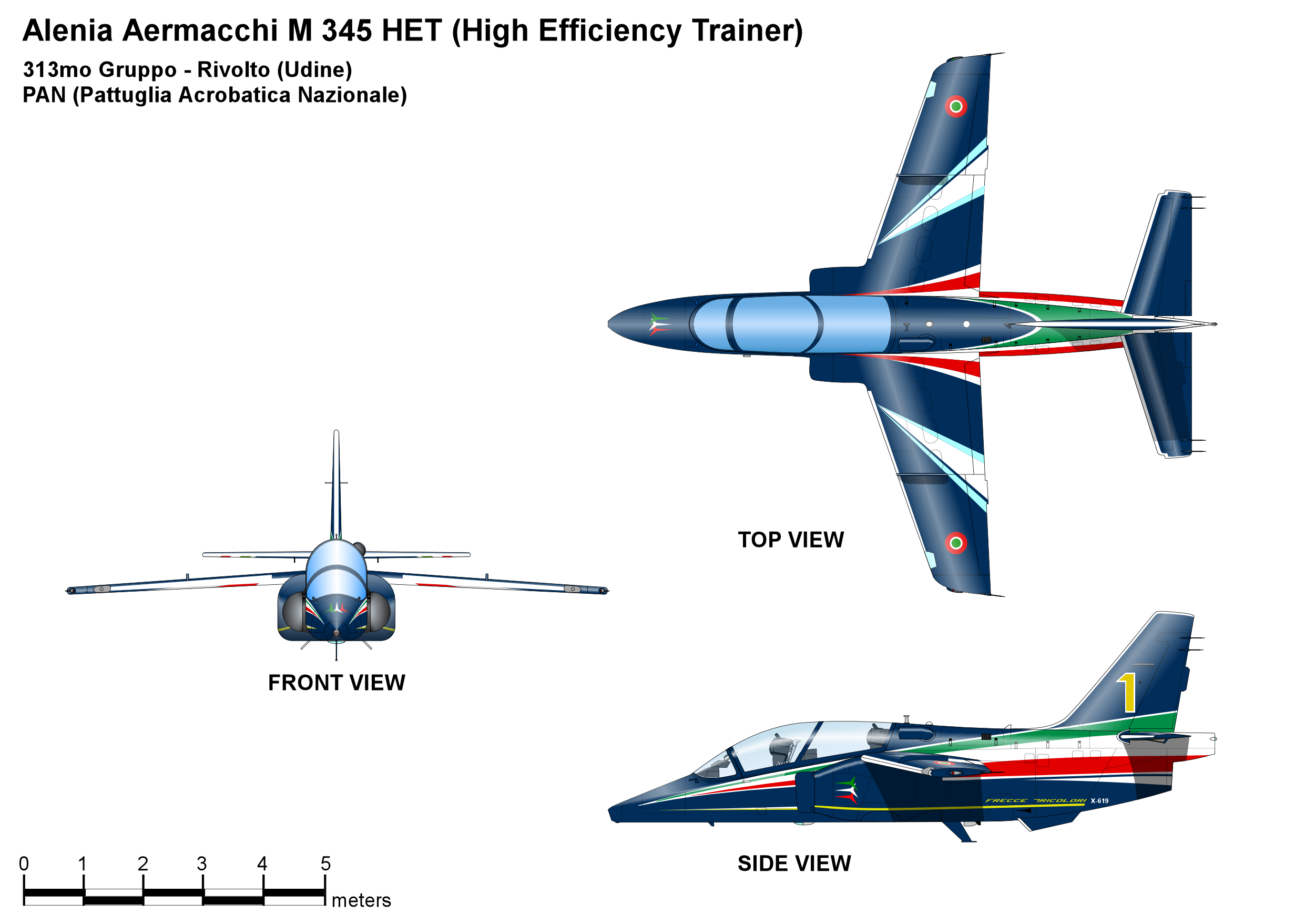
M-345 der „Frecce Tricolori“ (2014)
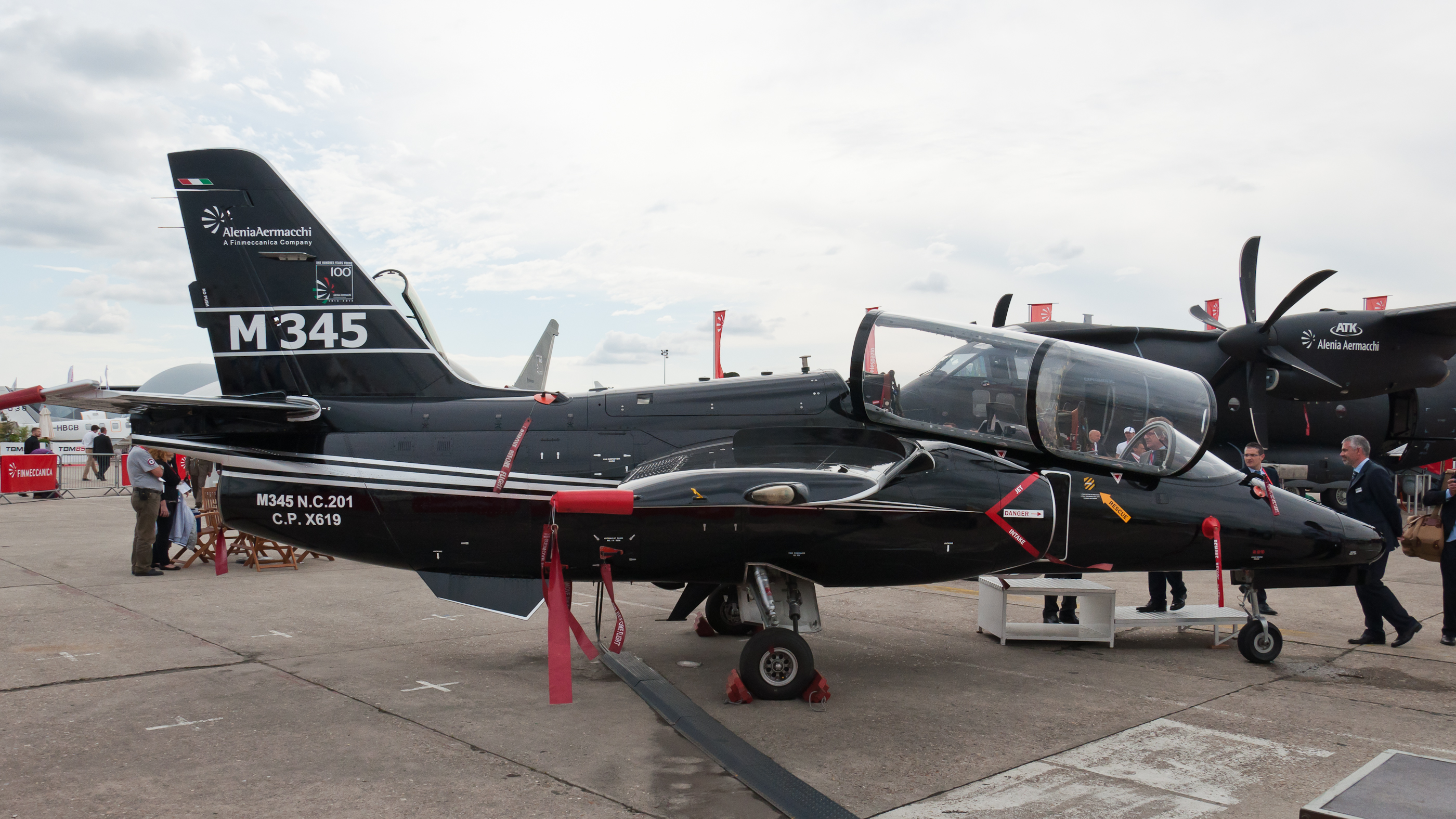
M-345 auf der Pariser Luftfahrtschau (2013)
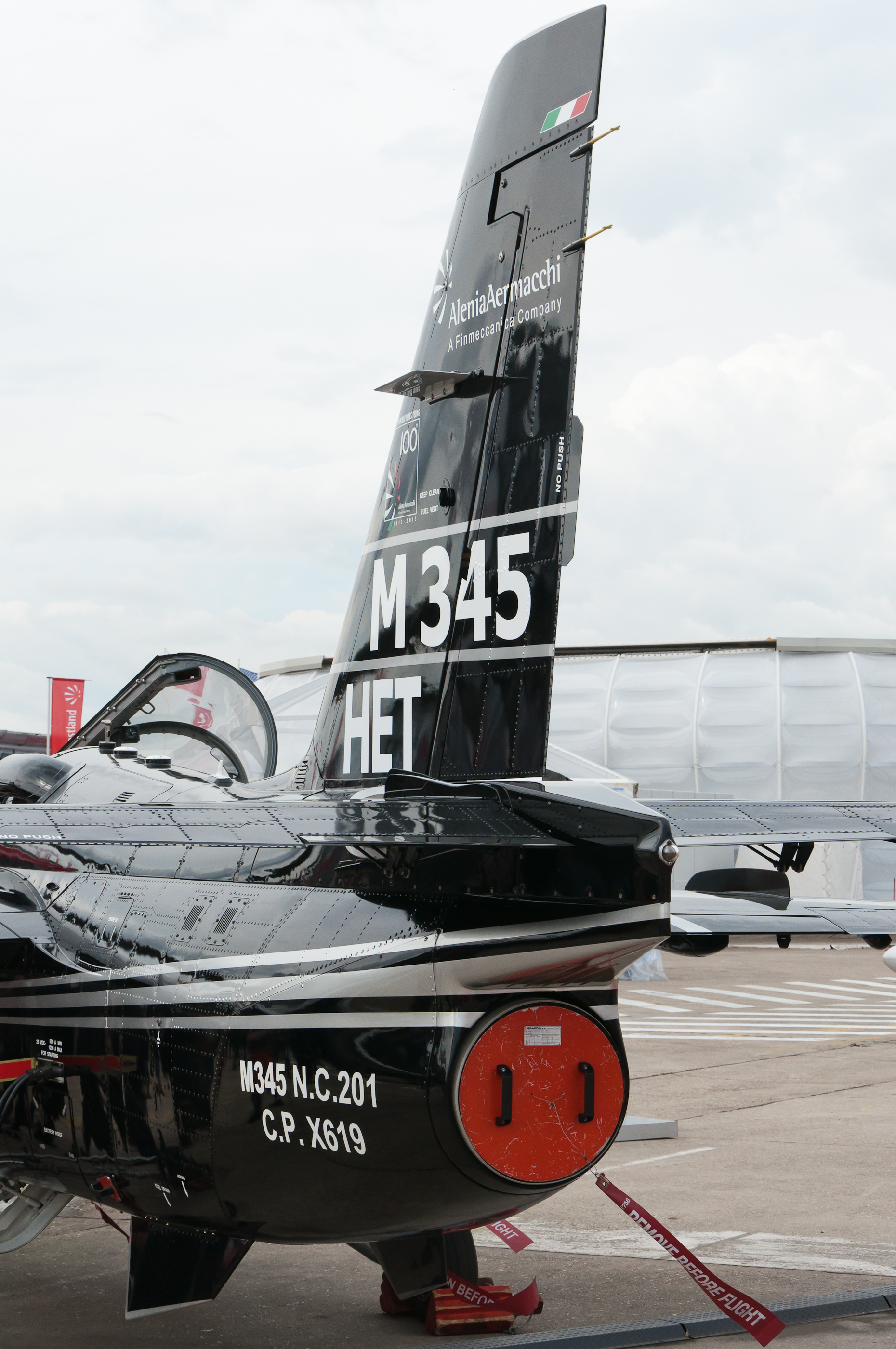
Leitwerk der M-345 CPX619 (2013)
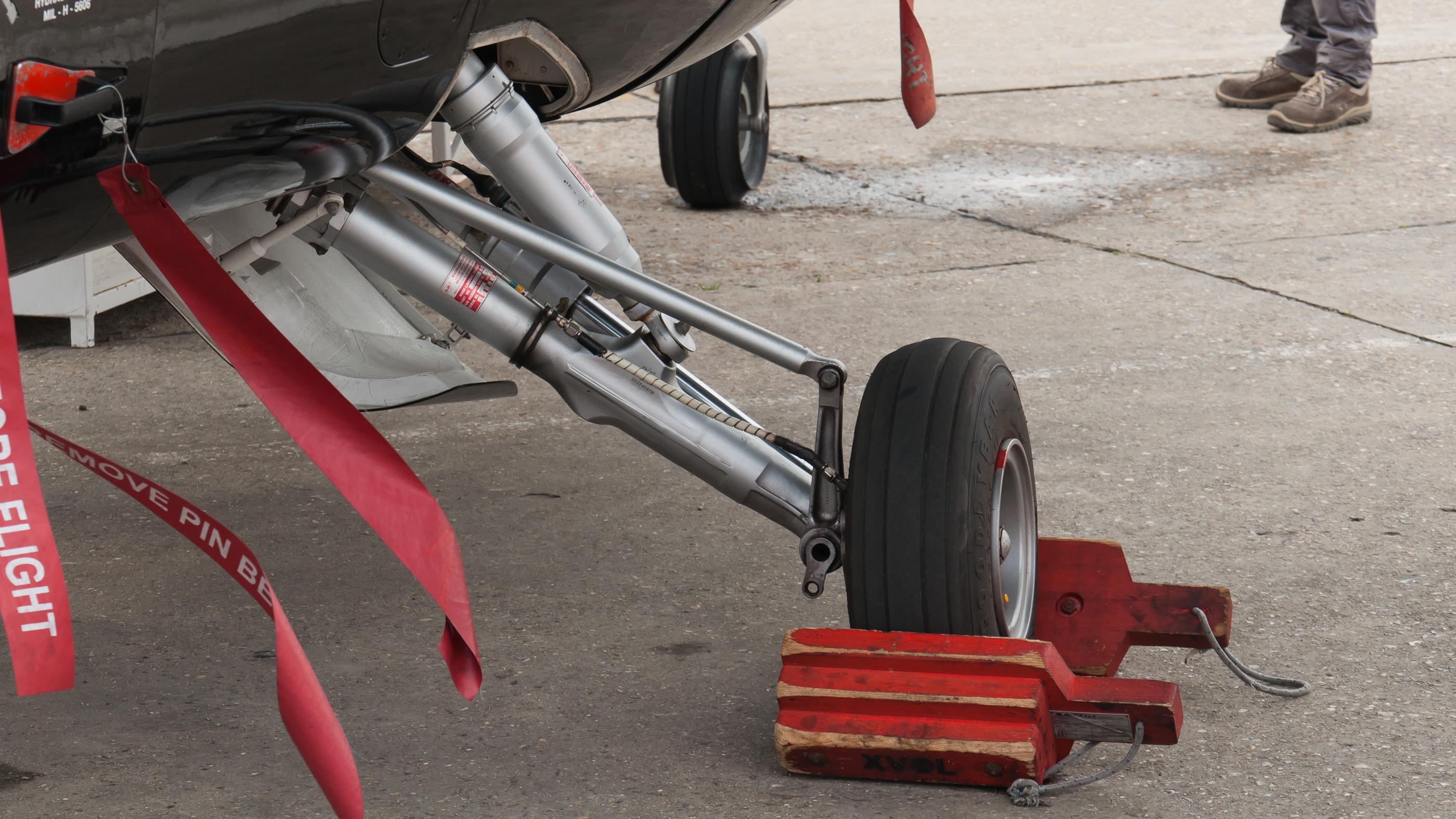
Hauptfahrwerk der M-345 CPX619
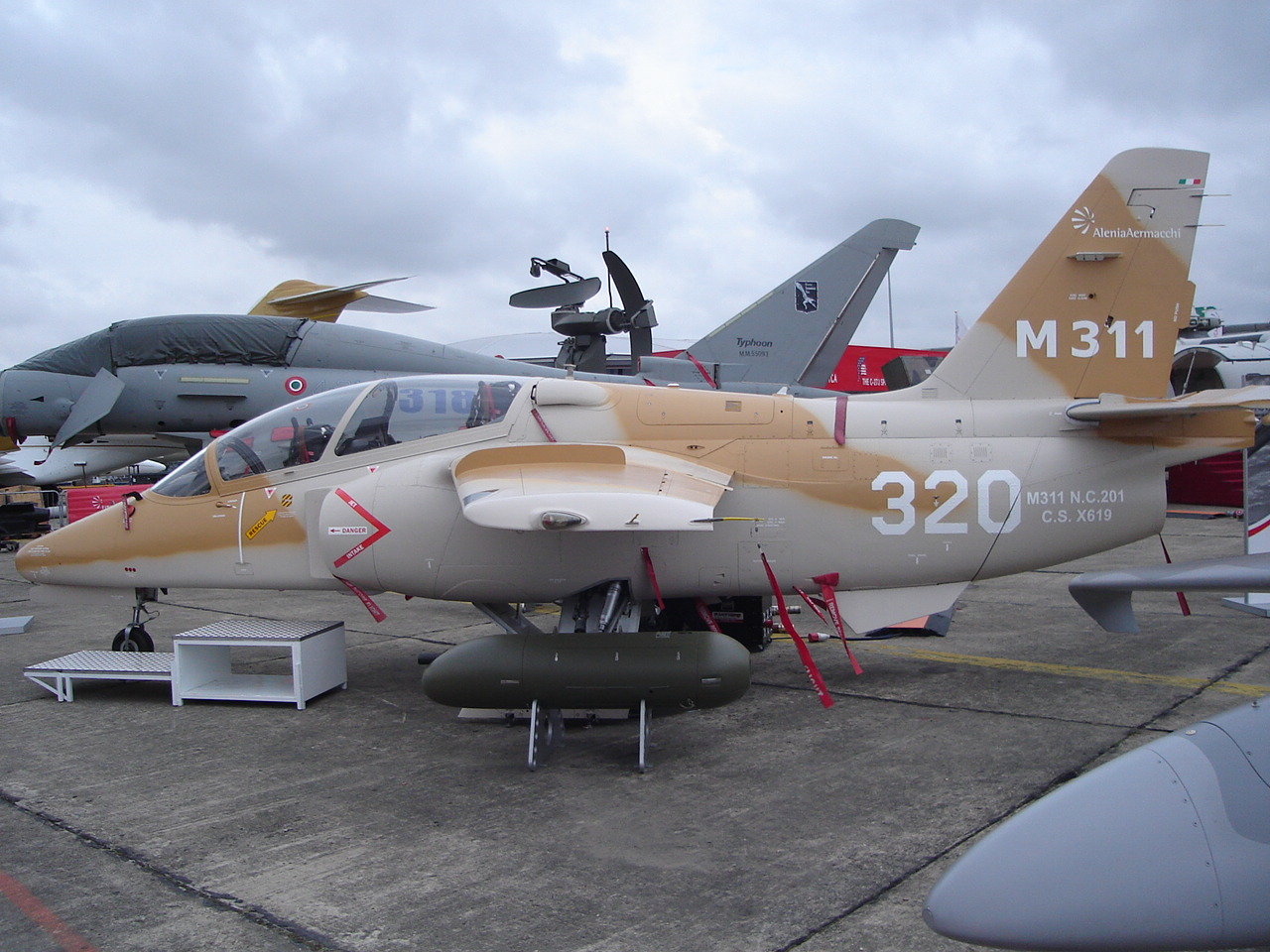
M-311-320 – N.C.201 – CSX619 auf der Pariser Luftfahrtschau (2007)
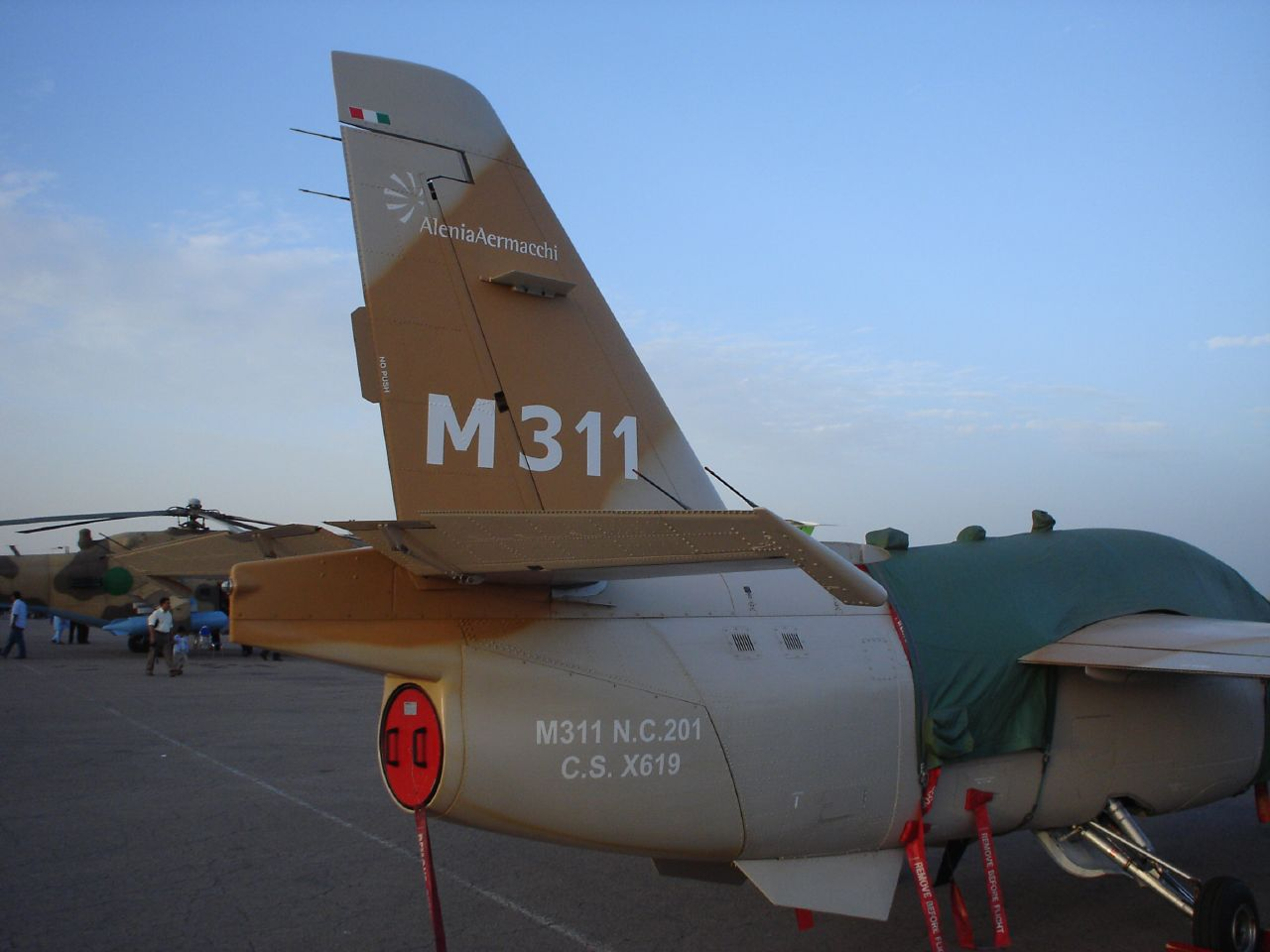
M-311 (2007)